# Desmodium gracillimum
Desmodium gracillimum är en ärtväxtart som beskrevs av William Botting Hemsley. Desmodium gracillimum ingår i släktet Desmodium och familjen ärtväxter. Inga underarter finns listade i Catalogue of Life.